# Melito di Porto Salvo
Melito di Porto Salvo és un comune (municipi) de la Ciutat metropolitana de Reggio de Calàbria, a la regió italiana de Calàbria, situat a uns 130 km al sud-oest de Catanzaro i a uns 25 km al sud-est de Reggio de Calàbria. És el municipi més meridional de la Península Itàlica. És part de la zona de parla grega de Bovesia de Calàbria, ocupant una zona muntanyosa que baixa cap a la mar Jònica.
A 1 de gener de 2019 la seva població era de 11.217 habitants.
Melito di Porto Salvo limita amb els municipis següents: Ciminà, Molochio, Oppido Mamertina, Platì, Taurianova i Terranova Sappo Minulio.